# 강우혁 (정치인)
강우혁(康祐赫, 1938년 1월 20일~)은 대한민국의 정치인이다. 제13·14대 국회의원을 지냈으며 제21대 충청북도지사를 역임했다. 본관은 신천이며, 인천 출신이다. 

## 경력
- 고등고시 행정과 합격
- 안성군수
- 강화군수
- 내무부 행정, 재정국장, 기획관리 실장
- 전라북도 부지사
- 충청북도지사
- 대통령비서실 정무제2수석비서관 (1986년 1월 9일 ~ 1988년 2월 24일)
- 제13대 국회의원(인천 남동 / 민주정의당)
- 제14대 국회의원(인천 남동 / 민주자유당)

## 학력
- 인천송현초등학교 졸업
- 인천중학교 졸업
- 제물포고등학교 졸업
- 서울대학교 법대 법학과 학사
- 중앙대학교 행정대학원 행정학 석사
- 국방대학원 행정학 석사

## 역대 선거 결과
|  | 36.42% |

|  | 34.05% |

|  | 27.44% |